# Фенциклидин
Анђеоски прах је сленг за психоделичну (халуциногену) дрогу ФЦП — фенциклидин. Она изазива брзу психичку зависност.